# Pigs
Pigs (conosciuto anche col titolo Daddy's Deadly Darling) è un film horror del 1973 diretto da Marc Lawrence e distribuito dalla Troma.

## Trama
Lynn Hart è vittima di abusi sessuali da parte del padre. Dopo averlo ucciso verrà rinchiusa in manicomio, da dove riuscirà ad evadere. Troverà lavoro in California in un ristorante/motel gestito da un certo Zambrini. Quest'ultimo alleva dei maiali nutrendoli di carne umana.

## Distribuzione
Il film è uscito nelle sale americane il 25 maggio 1973, distribuito dalla Troma Entertainment, il giorno stesso della première, avvenuta a Detroit. Nel 1984 usci in VHS negli USA distribuito dalla Paragon Video Productions, mentre in DVD sempre dalla Troma. In Italia è inedito in home video.

### Titoli alternativi
Il film è conosciuto con diversi titoli oltre a Pigs. Il più noto è Daddy's Deadly Darling, con cui usci nei cinema. Gli altri furono: Daddy's Girl, The Secret of Lynn Hart, Roadside Torture Chamber e, sulla scia del successo de L'esorcista circolò anche col titolo Lynn Hart, The Strange Love Exorcist. Nel 1987 usci in VHS in Inghilterra col titolo Horror Farm.